# Svarttorps församling
Svarttorps församling var en församling i Växjö stift och i Jönköpings kommun. 
Församlingen uppgick 2006 i Lekeryds församling.
Församlingskyrka var Svarttorps kyrka.

## Administrativ historik
Församlingen har medeltida ursprung.
Församlingen utgjorde tidigt ett eget pastorat för att sedan från omkring 1500 till 1962 vara moderförsamling i pastoratet Svarttorp och Lekeryd. Från 1962 var församlingen annexförsamling i pastoratet Lekeryd, Svartorp och Järsnäs. Församlingen uppgick 2006 i Lekeryds församling.
Församlingskod var 068012.

## Areal
Svarttorps församling omfattade den 1 januari 1976 en areal av 60,8 kvadratkilometer, varav 55,2 kvadratkilometer land.

## Kyrkoherdar
| Ämbetstid | Namn                              | Levnadstid | Övrigt |
| --------- | --------------------------------- | ---------- | ------ |
| 1345      | Johannes                          |            |        |
| 1394–1402 | Lafrenz                           |            |        |
| 1419      | Botolf                            |            |        |
| 1442      | Martin                            |            |        |
| 1535      | Bengt                             |            |        |
| 1540–1554 | Måns Staphansson                  |            |        |
| 1558–1563 | Peder                             |            |        |
| 1564–1571 | Lars                              |            |        |
| 1571–1612 | Haquinus Laurentii                |            |        |
| 1615–1624 | Andreas Petri                     |            |        |
| 1625–1647 | Johan Benedicti Baazius           | död 1647   |        |
| 1647–1663 | Sveno Bernhardi Junepolinus       |            |        |
| 1663–1686 | Petrus Esberni Ulmstadius         | 1617–1688  |        |
| 1686–1719 | Johannes Ulmstedt                 | 1653–1719  |        |
| 1720–1723 | Laurentius Wietius                | död 1723   |        |
| 1723–1734 | Israel Emporagrius                | 1676–1734  |        |
| 1735–1740 | Arvidus Lallerus                  | 1695–1740  |        |
| 1741–1768 | Erland Colliander                 | 1702–1768  |        |
| 1769–1786 | Johan Lönwall                     | 1718–1786  |        |
| 1794–1815 | Sven Folin                        | 1741–1815  |        |
| 1816–1849 | Samuel Gumelius                   | 1776–1849  |        |
| 1849–1882 | Carl Henrik Ståhl                 | 1808–1882  |        |
| 1883–1894 | Carl Gustaf Theodor Linnell       | 1833–1894  |        |
| 1894–1922 | Svening Henriks                   | 1848–1922  |        |
| 1922–     | Johan Alfred Sigismund Pettersson | 1882–      |        |